# Дом-музей Джима Томпсона
Дом-музей Джима Томпсона — музей в центре Бангкока (Таиланд), в котором размещена коллекция американского бизнесмена, архитектора и агента OSS Джима Томпсона (En:Jim Thompson (designer)), создателя этого музея и бывшего владельца. Построенный в 1959 году, музей занимает один прямоугольный рай земли (около половины акра, или 2023.43 м²). Это одно из самых популярных туристических мест в Таиланде, яркий уголок джунглей в центре города.
Музей расположен по адресу 6 Soi Kasemsan 2, Rama 1 Road, Pathumwan, всего в одном квартале от стадиона Супхачаласай.

## История
После своего переезда в Бангкок и создания компании Thai Silk Company Limited в 1948 году, Томпсон также стал знаменитым коллекционером искусства Юго-Восточной Азии, которое в то время было не очень хорошо известно мировому сообществу. Привлеченный тонкостью мастерства и их выразительностью, он собрал большую коллекцию древних буддистских статуй и традиционных тайских картин, сделанных из дерева, ткани и бумаги, на которых изображались сюжеты из жизни Будды и легенды Вессантра Джатака (En:Vessantara Jataka). Он собирал произведения искусств не только из Таиланда, но также из Бирмы, Камбоджи и Лаоса, часто посещая эти страны для покупки произведений искусства. Его коллекция также состояла из белого и голубого китайского фарфора, который попал в Таиланд в XVI и XVII веках.
В 1958 году он начал создавать то, что должно было стать вершиной его архитектурных достижений — новый дом, в котором можно было бы жить и демонстрировать свою коллекцию произведений искусства. Планировалось, что музей будет состоять из сложного сочетания шести традиционных домов в тайском стиле, в основном из дерева, которые являлись настоящими старинными тайскими домами, которые были собраны со всех частей Таиланда в 1950-х и 1960-х годах. Его дом расположен на берегу канала напротив квартала Бангкруа, где работали его ткачи. Большинство домов 19-го века были демонтированы и переехали из Аюттхаи, древней столицы Таиланда, но самый большой ткацкий дом (ныне гостиная) прибыл из Бангруа.
После таинственного исчезновения Томпсона в 1967 году, дом перешёл под руководство фонда имени Джона Томпсона (The James H. W. Thompson Foundation) под королевский патронаж принцессы Маха Чакри Сириндхорн.

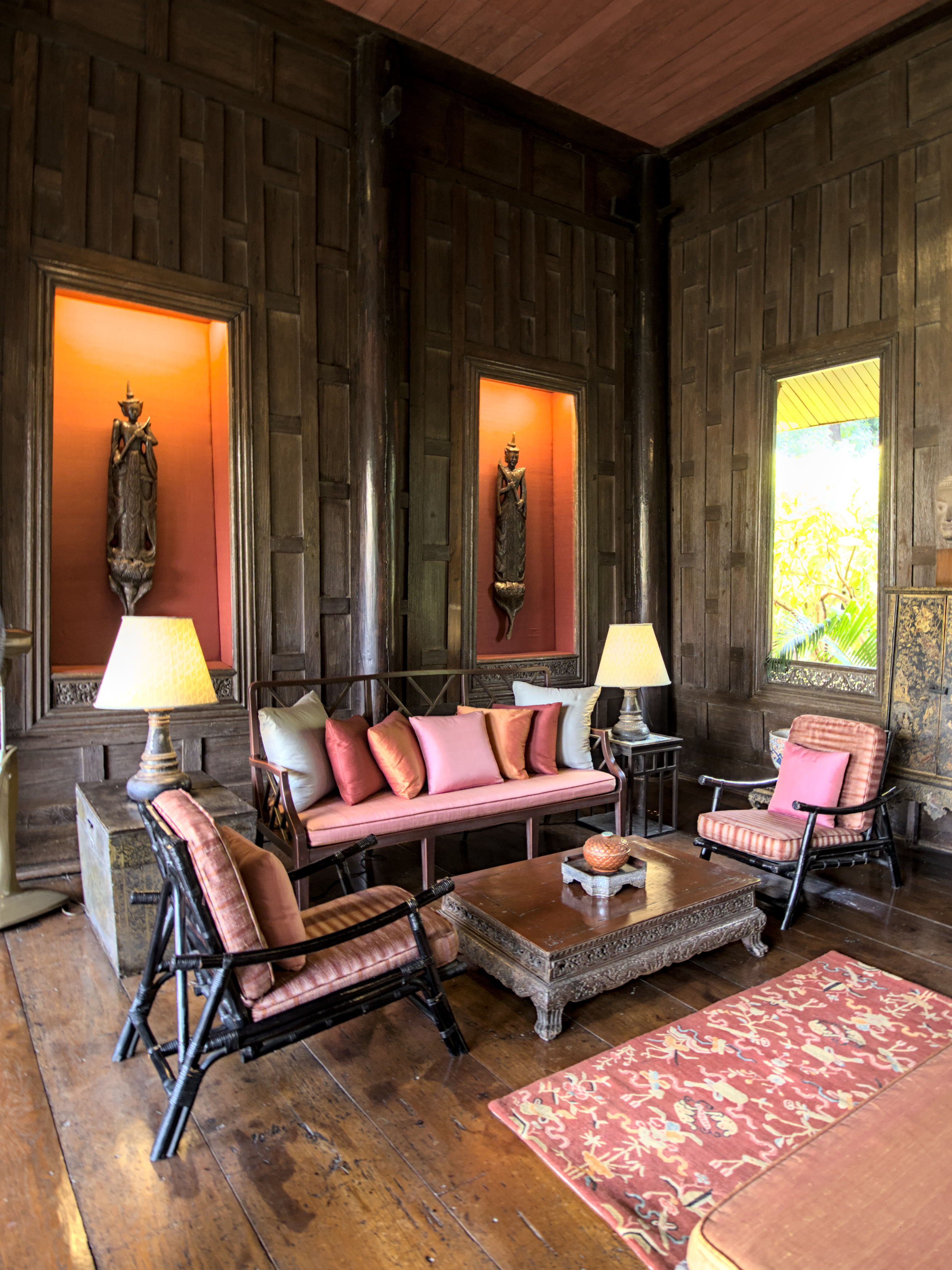
Угол в гостиной
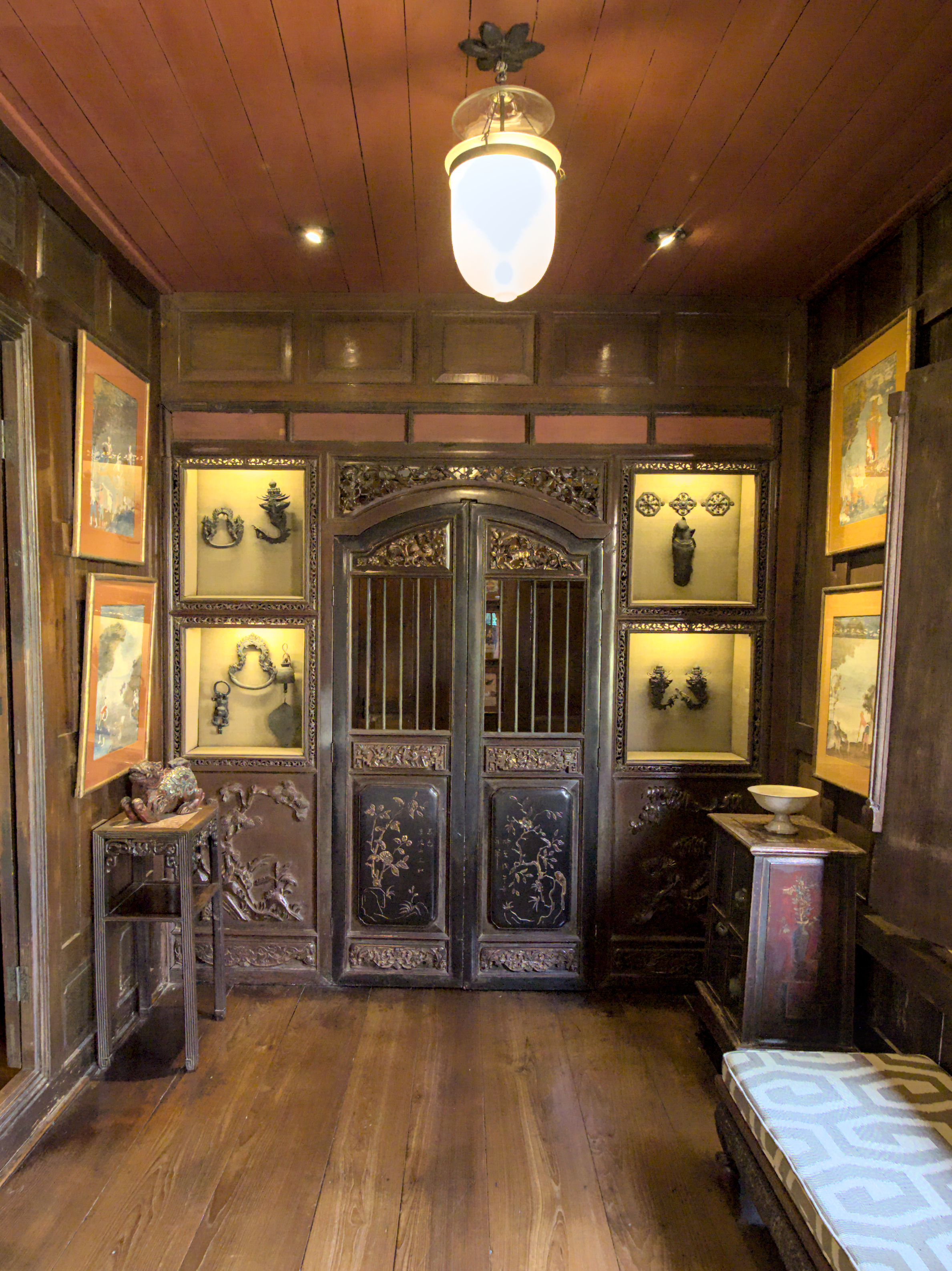
Правое крыло гостиной
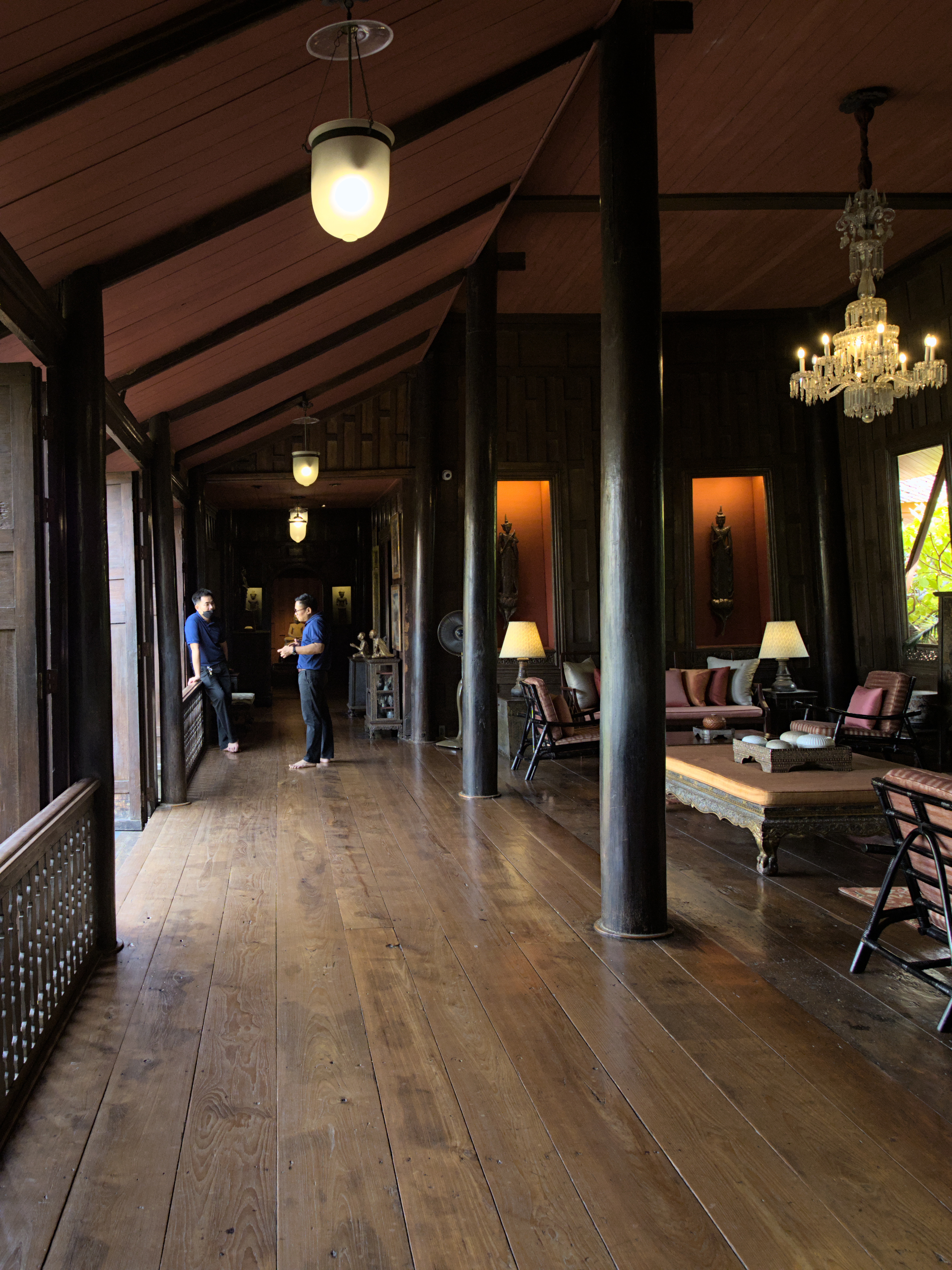
Гостиная
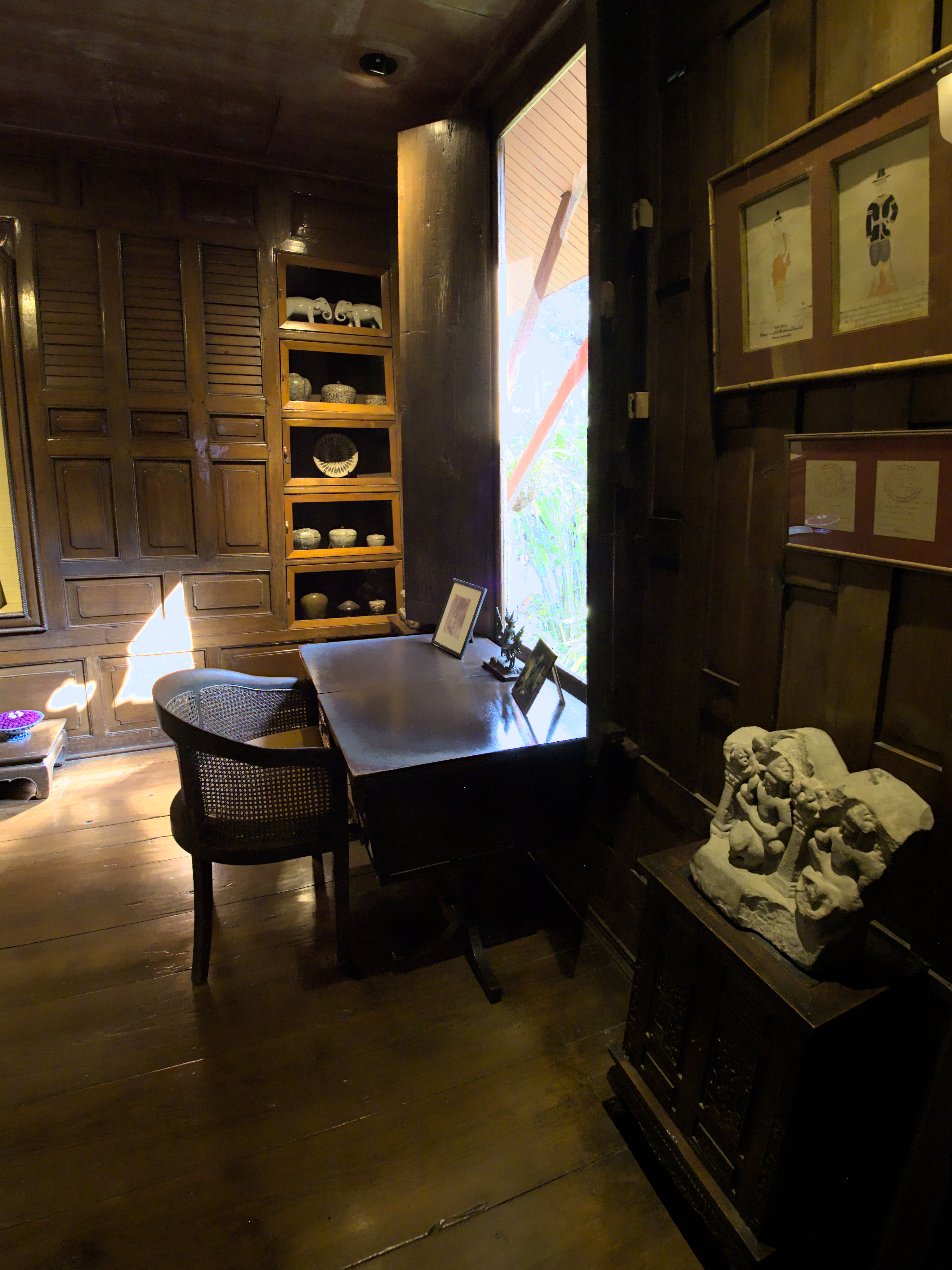
Кабинет
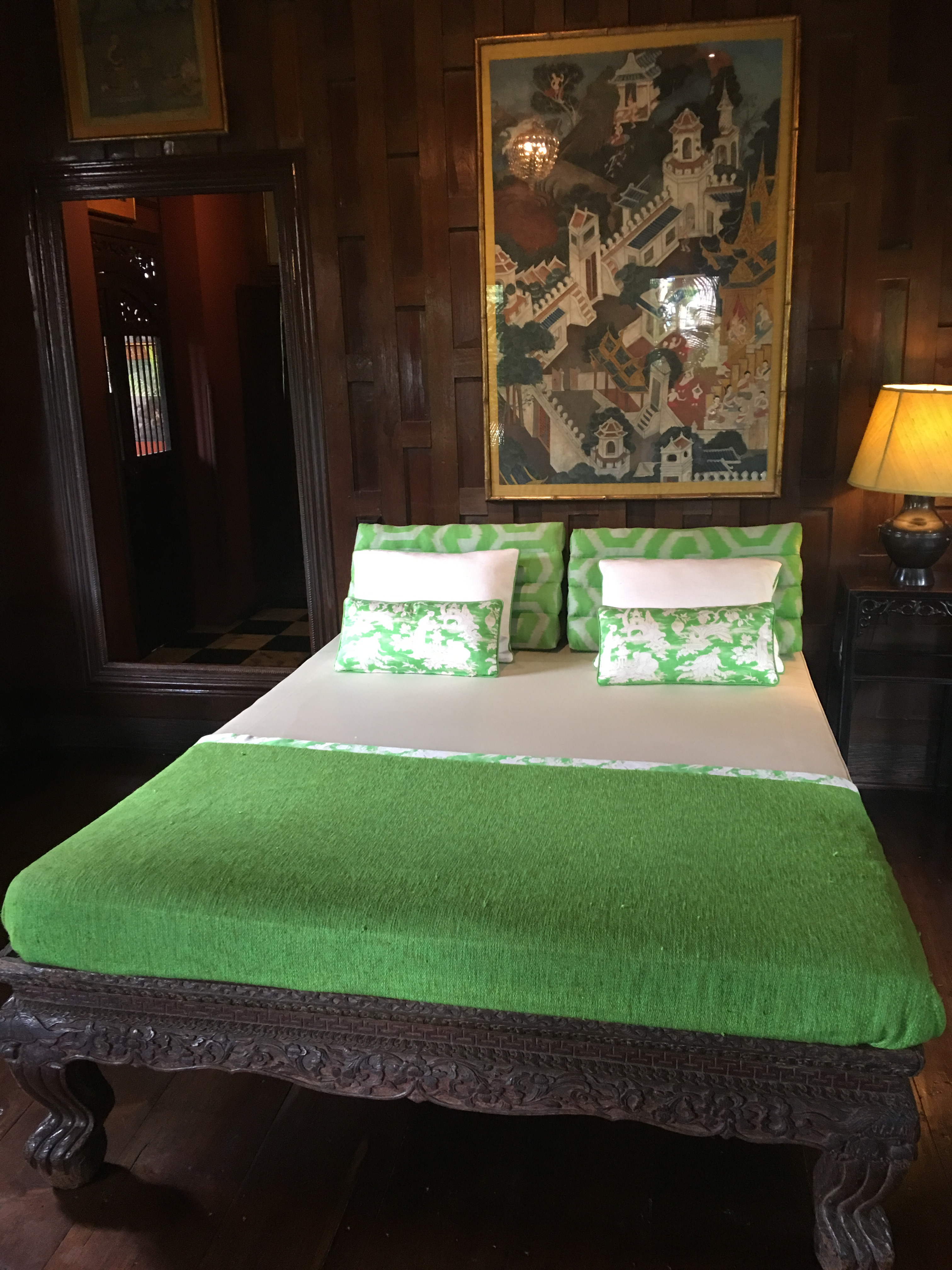
Спальня